# 愛宮
愛宮（あいみや/あいのみや、生没年不詳）は、平安時代中期の女性。左大臣源高明の継室。右大臣藤原師輔の五女で、母は雅子内親王（醍醐天皇第十皇女）。実名は不明。「愛宮」というのはおそらくは幼名であると推察される。藤原伊尹・藤原兼通・藤原兼家・藤原公季・藤原安子（村上天皇中宮）・源高明室（源俊賢母）らの異母姉妹。同母兄弟に藤原高光・藤原為光・尋禅がいた。
応和元年（961年）12月、仲の良かった兄高光が出家したため、大いに悲しんだ（このことは『多武峯少将物語』にも語られている）。叔父にあたる源高明に嫁いでいた異母姉（師輔三女）が没した後、後妻として高明に嫁ぎ、明子（藤原道長室）・経房を産んだ。安和2年（969年）3月の安和の変の後、高明と離別した。夫と離別後も西宮殿（高明の邸宅）に居住していたが、その後、西宮殿が焼失したため桃園に移住。その後の消息は不明である。
『蜻蛉日記』には、出家して桃園に隠棲する愛宮の様子が記述されている。